# علی مصابیح
علی مصابیح (عربی: علي مصابيح؛ زادهٔ ۲ آوریل ۱۹۷۲) بازیکن فوتبال اهل الجزایر است.
از باشگاه‌هایی که در آن بازی کرده‌است می‌توان به باشگاه فوتبال قسنطینه، باشگاه فوتبال مولودیه وهران و باشگاه فوتبال اتحاد الجزایر اشاره کرد.
وی همچنین در تیم ملی فوتبال الجزایر بازی کرده‌است.